# Ved verdens ende (film fra 2000)
 For alternative betydninger, se Ved verdens ende. (Se også artikler, som begynder med Ved verdens ende)
|  | Denne artikel er oprettet af botten Steenthbot ud fra en ekstern database. Den kan derfor have sproglige fejl eller mangler. Denne skabelon kan fjernes efter kontrol af indholdet. |

Ved verdens ende er en dansk kortfilm fra 2000 instrueret af Anders Rønnow Klarlund efter eget manuskript.

## Handling
Politimanden Niels mistede sin hustru for 8 år siden i en trafikulykke. Niels sad ved rattet, og han har lige siden været plaget af sorg og skyldfølelse. Nu dukker en sag op om en bortløben pige fra en psykiatrisk anstalt, og den roder op i de gamle sår. En række sammenfald af omstændigheder, får Niels til at tro, at konen er blevet genfødt for at hævne sig. Men kan han tro på de ting, han ser, eller er smerten ved at gøre ham gal? Er det hans hjerne, der er gået ind i en dødsspiral, eller er der mere mellem himmel og jord end vor menneskelige logik kan rumme?

## Medvirkende
- Jesper Langberg, Niels
- Claus Strandberg
- Pernille Højmark
- Marina Bouras
- Vibeke Hastrup
- Kim Jansson
- Grete Luik
- Arvo Kukumägi
- Ruth Christensen
- Henrik Larsen